# (5036) Tuttle
Pour les articles homonymes, voir Tuttle.
(5036) Tuttle est un astéroïde de la ceinture principale ayant une période orbitale de 2036,82 jours (5,58 ans).
Cet astéroïde a été découvert le 31 octobre 1991 par Seiji Ueda and Hiroshi Kaneda à Kushiro. Sa désignation provisoire était 1991 US2.